# Shadow Play
«Shadow Play» —en español «Sombras chinescas»— es una canción del músico irlandés Rory Gallagher para su séptimo álbum de estudio Photo-Finish. Fue una canción usada con frecuencia en los conciertos hasta sus últimos días, sobre todo al final de estos.
En una entrevista con Christian Science Monitor afirmó:

"Recuerdo que estaba con una guitarra de doce cuerdas y estaba enfermo con gripe en Irlanda y debido a la gripe parece que me afecto con la letra, recuerdo que estaba realmente aturdido."
Rory Gallagher. 1 de diciembre 1979

Es reconocible gracias a su riff principal que sigue una secuencia de D5/A#5/C5, a menudo seguía largas improvisaciones de hasta 10 minutos.

## Músicos
- Rory Gallagher: voz, guitarra
- Gerry McAvoy: bajo
- Ted McKenna: batería